# Carl August Friedrich Westenholz
Carl August Friedrich Westenholz, auch Karl August Friedrich Westenholz, Carl Westenholtz, auch Westenholtz (* getauft 20. Juni 1736 in Lauenburg/Elbe; † 24. Januar 1789 in Ludwigslust) war ein deutscher Sänger (Tenor), Komponist und Hofkapellmeister.

## Leben
Carl August Friedrich Westenholz war ein Sohn des Organisten Casimir Albrecht Heinrich Westenholz und ein jüngerer Bruder von Johann Friedrich Gottlieb Westenholz (1727–1796), ab 1775 Organist der Jakobikirche (Lübeck). Er kam als Schüler von Adolf Karl Kunzen an den Hof von Herzog Friedrich von Mecklenburg-Schwerin; ab 1756 war er als Sänger (Tenor) fest angestellt. 1767 wurde er Konzertmeister und Direktor der Hofkapelle in Ludwigslust und war ab 1770 als Nachfolger von Johann Wilhelm Hertel Hofkapellmeister. Als Komponist schrieb er geistliche Kantaten und Oratorien, darunter die Weihnachtskantate Die Hirten bei der Krippe von Bethlehem nach einem Libretto von Karl Wilhelm Ramler.
Seine erste Frau Lucietta Affabili (1725–1776), die er 1765 heiratete, war eine italienische Sopranistin. 1777 heiratete er die Sängerin Sophie Fritscher (1759–1838), die auch als Pianistin und Komponistin von Liedern und Klavierstücken bekannt wurde.
Von seinen Kindern wurde der unehelich geborene Friedrich Carl (1756–1802) Cellist und Organist. Der Sohn Friedrich (1778–1840) wurde Oboist an der Berliner Hofkapelle und komponierte konzertante Sinfonien, Lieder und Klaviermusik. Der Sohn Carl Ludwig Cornelius (1788–1854) wurde Violinist, Pianist und Komponist.

## Werke
- Die Hirten bey der Krippe zu Bethlehem. Riga: Johann Friedrich Hartknoch 1774 (komponiert 1765)[2] (urn:nbn:de:bvb:12-bsb11134959-6, Bayerische Staatsbibliothek)